# 多拉巴尔泰阿河

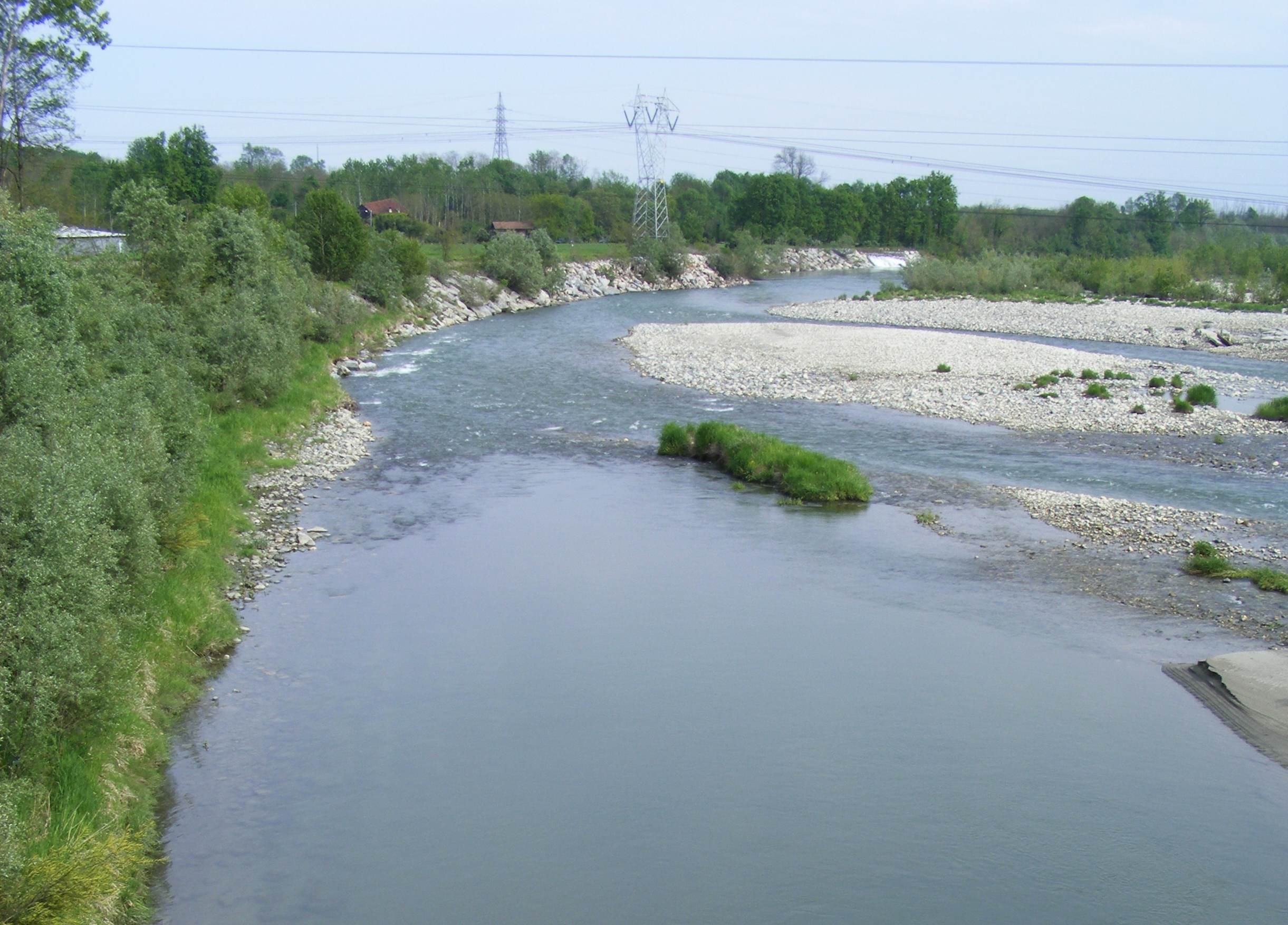

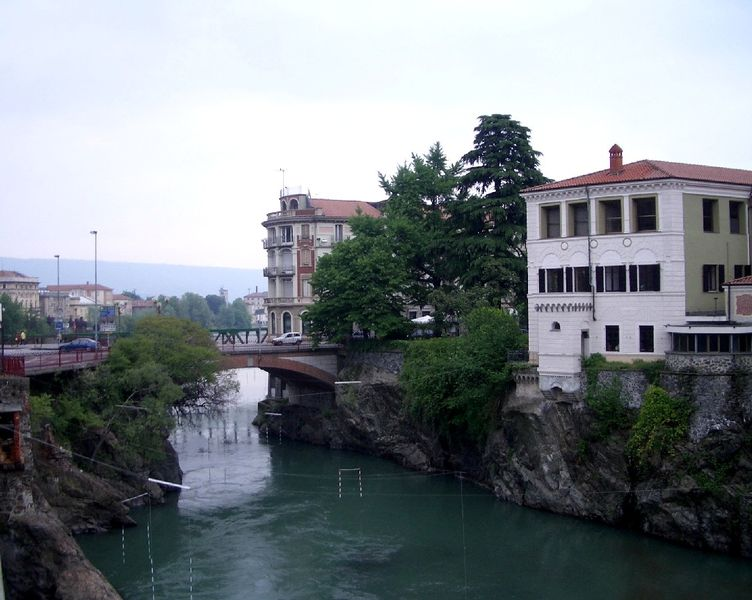

多拉巴尔泰阿河（義大利語：Dora Baltea，義大利語：[ˈdɔːra ˈbaltea]，法語：[dwaʁ balte]）是意大利的河流，位於該國北部，屬於波河的左支流，河道全長170公里，流域面積3,890.52平方公里，平均流量每秒96立方米，發源自库马约尔附近，河口處在克雷申蒂諾。
45°11′N 8°03′E / 45.183°N 8.050°E